# برگه‌دان مستند مجازی بین‌المللی
برگه‌دان مستند مجازی بین‌المللی (به انگلیسی: Virtual International Authority File) و به اختصار ویاف (VIAF) نام پروژه مشترکی میان چندین کتابخانه ملی است تا برگه‌دان مستندی از داده‌های کتابداری ایجاد کنند. ویاف از سوی مرکز کتابخانه رایانه‌ای پیوسته (اوسی‌ال‌سی، OCLC) مدیریت می‌شود.
پروژه ویاف به ابتکار کتابخانه ملی آلمان و کتابخانه کنگره ایالات متحده راه‌اندازی شد.